# 埃克莱布
埃克莱布（法語：Éclaibes，法語發音：[eklɛb]）是法国上法兰西大区北部省的一个市镇，位于该省东部，属于埃尔普河畔阿韦讷区。

## 地理
埃克莱布（50°12'12"N, 3°55'55"E）面积4.89 平方千米，位于法国上法蘭西大區北部省，该省份为法国最北部的省份及最长的省份，西北濒北海，西接加来海峡省，南至埃纳省和索姆省，东与比利时接壤。
与埃克莱布接壤的市镇（或旧市镇、城区）包括：利蒙方丹、杜尔莱尔、博福尔、弗卢尔西、圣欧班。

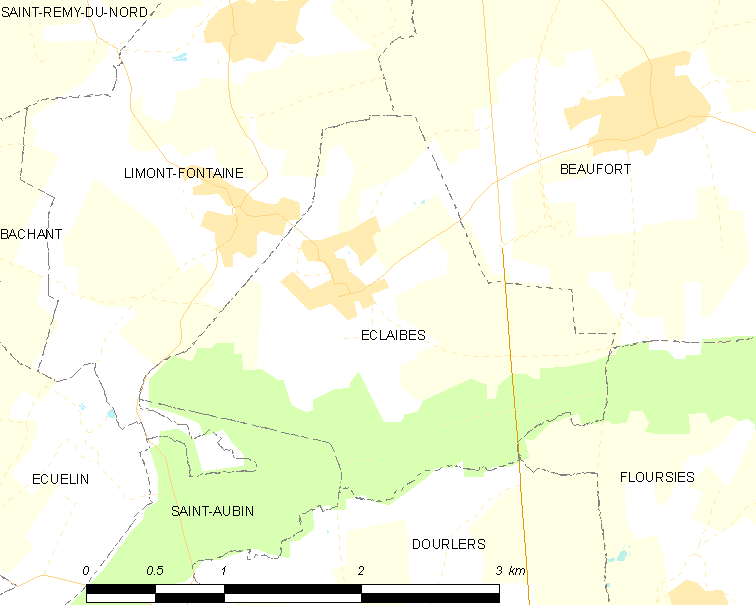
埃克莱布的OSM定位图

埃克莱布的时区为UTC+01:00、UTC+02:00（夏令时）。

## 行政
埃克莱布的邮政编码为59330，INSEE市镇编码为59187。

## 政治
埃克莱布所属的省级选区为埃尔普河畔阿韦讷县。

## 人口

1962-2008年间埃克莱布人口变化图示

埃克莱布于2022年1月1日时的人口数量为265人。